# Paramore
Парамор (енгл. Paramore) је амерички рок бенд из Френклина у Тенесију, формиран 2004. Бенд се тренутно састоји од водећег вокалисте Хејли Вилијамс, гитаристе Тејлора Јорка и бубњара Зака Фароа. Оснивачки чланови групе су су Вилијамс и Фаро, док се Јорк, пријатељ из средње школе оригиналног састава, се тек прикључио 2007. године. Вилијамс је једини члан који је наведен на групином уговору о раду са Fueled by Ramen-oм као и једини члан који је радио на свих пет албума.
Група је објавила свој први албум 2005. године All We Know Is Falling, и био је четврти на UK Rock Chart-у 2009. године и тридесети на Билбордовом Топ Heatseekers чарту 2006. године.
Њихов други албум, Riot!, објављен је 2007. године. Због велоког успена њихови сингла "Misery Business", "Crushcrushcrush" и "That's What You Get", Riot! је постао популаран у медијима и сертификован је као платинумски у САД и Ирској, а као златни у Аустралији, Канади, Новом Зеланду и Великој Британији. Били су номиновани као најбољи нови извођач на педесотом Греми наградама 2008. године.
Brand New Eyes, њихов трећи албум, објављен 2009. године је њихов други најбоље рангиран албум до данашњице, који се квалификовао на другом месту на Билбордовом топ 200, са 175.000 продатих примерака своје прве недеље од изласка. Постао је платинумски у Ирској и Великој Британији, а златни у САД, Канада, Аустралији и Новом Зеланду.
Након одласка чланова Џош Фароа и његовог брата Зак Фароа 2010. године, група је објавила свој четврти албум  објављен је 2013. Овај албум је био први њихов албум који се пласирао први на Билбордов топ 200 и такође је био албум број један у Великој Британији, Ирској, Аустралији, Новом Зеланду, Бразил, Аргентини и Мексику.. У њему се налазе сингли "Still Into You" и "Ain't It Fun", након чега су Вилијамс и Јорк добили Греми за најбољу рок песму 2014. године, што је био њихов први Греми.
Крајем 2015. године, басиста Шаблон:Џереми Дејвис напушта групу, а почетком 2017. године бивши бубњар Зак Фаро им се поново прикључује. Касније током те године, објавили су свој пети албум After Laughter.

## Галерија
- Наступ у Портланду 2006. године
- Парамор у Орланду, 2007. године
- Зак Фаро (бубњеви), Хејли Вилијамс (вокал) и Џереми Дејвис (бас гитара) током концерта у Камдену